# Эллизен, Иоганн Георг Давид
Иоганн Георг Давид Эллизен (Гарц, Брауншвейгские владения, 1756 — Санкт-Петербург, Российская империя, 1830) — доктор медицины, врач-практик, штатс-физик и член медицинской коллегии в Петербурге, главный доктор Обуховской больницы, доктор философии, филантроп, видный масон своего времени, автор идеи о суверенном российском масонстве, один из главных вдохновителей и создателей Великой ложи Астрея.

## Биография
Окончив курс в Гельмштедском университете, Эллизен приехал на службу в Россию с рекомендательным письмом знаменитого Циммермана и сначала занял должность губернского доктора, a затем был сделан главным доктором Обуховской больницы. Он обратил на себя внимание своей неутомимой и искусной деятельностью, за что был произведён в штатс-физики и сделан членом Санкт-Петербургской медицинской коллегии. Помимо личной заботы о бедных он более десяти лет посвятил работе в Медико-филантропическом комитете.
В 1792 году Эллизен был одним из деятельных сотрудников в «Санкт-Петербургских врачебных ведомостях», издававшихся на средства И. Герсшенберга, и был в то же время издателем «Врачебных известий», где печатал свои сочинения.

## В масонстве
Эллизен был посвящён в 1778 году в берлинской ложе «Золотого тельца», и там же возведён в степени подмастерье и мастера-масона.
В 1788 году, в Санкт-Петербурге основал ложу «Трёх колонн». Член лож «Александра благотворительности к коронованному пеликану» (1809 год), «Полярной звезды» и «Петра к истине».
В 1810—1811 годах Эллизен стал первым мастером стула санкт-петербургской ложе «Петра к истине».
В период с 1817 по 1821 год он был почётным великим сановником Астреи. Из уважения к его масонским заслугам подавляющее большинство лож Великой ложи Астрея включили имя Эллизена в качестве почётного члена в свои списки. Почётный член лож «Св. Георгия победоносца», «Палестины», «Изиды», «Нептуна к надежде», «Избранного Михаила», «Александра благотворительности к коронованному пеликану», «Соединенных друзей», «Александра тройственного спасения», «Орла российского», «Белого орла», «Северного щита», «Храма постоянства», «Треугольника» и «Совершенства».

### Участие в создании Великой ложи Астрея
Начиная с 1810 года, негласный надзор за масонством осуществлял министр полиции Сергей Кузьмич Вязмитинов. К нему стекалась вся информация о том, что творилось в ложах. И конечно от него не укрылось недовольство немецких масонов ни высокими степенями, ни фактический отход Директориальной ложи «Владимира к порядку» от шведской системы и возвращение её к работам по Системе строгого соблюдения. Сами немецкие братья никогда не стали бы проявлять недовольство, если бы оно не было поддержано масонами государственниками. Таким образом, возникла некая «либеральная революция» в российском масонстве.
В Великой директориальной ложе «Владимира к порядку», в 1814 году, было 7 лож: «Палестины», «Изиды», «Петра к истине», «Нептуна», «Александра к коронованному пеликану», «Елизаветы к добродетели» и «Соединенных друзей». Ложи «Палестины», «Изиды», «Петра к истине», «Нептуна», находились в оппозиции к великому мастеру Великой директориальной ложе «Владимир к порядку» Ивану Васильевичу Бёберу, остальные же не спешили занимать чью-либо сторону. 14 июня 1814 года, против порядков в Директориальной ложе и лично И. В. Бёбера выступил управляющий мастер немецкой ложи «Петра к истине» врач Обуховской больницы в Санкт-Петербурге Иоганн-Георг Давид Эллизен (1756—1830). В своём письме на имя Бёбера, он весьма недвусмысленно заявил от имени братьев о незаконности существования капитула «Феникс» и своём отказе от каких-либо дальнейших контактов с ним.
Обвинение Эллизена в незаконности существования капитула «Феникс» связано с тем, что в 1810 году правительству И. В. Бёбером были представлены обрядники и уставы одних только иоанновских степеней (ученик, подмастерье и мастер) символического масонства, ставившего перед собой вполне благородные цели: путем усовершенствования каждой отдельно взятой личности приблизить в конечном счете наступление всеобщего благоденствия на земле. Что касается актов шотландских лож, ставивших целью изучение тайных наук, тайного знания, как впрочем, и актов рыцарских степеней, связывавших братьев обетом беспощадной борьбы с врагами ордена, а также насилием и деспотизмом, то они представлены правительству так и не были. Таким образом, Эллизен вполне логично обосновывал незаконность существования лож высших степеней.
Письмо Эллизена заставило немедленно учредить Шотландскую директорию для управления шотландскими ложами «Сфинкса» и «Святого Георгия». Открытие директории произошло 8 января 1815 года. Другим неминуемым последствием выступления Эллизена стала уступка Бёбером в начале августа 1815 года управления символическими степенями своему «брату» графу В. В. Мусину-Пушкину-Брюсу. Высокие же степени и капитул «Феникс» остались под управлением Бёбера.
Бёбер, пытаясь спасти ситуацию, ещё 26 июня 1815 года, представил Вязмитинову записку, предложив согласиться на существование в России двух масонских структур: одной во главе с ним, Бёбером, и другой, новой великой ложи. Это предложение получило одобрение.
10 августа 1815 года граф В. В. Мусин-Пушкин-Брюс сообщил ложам находившихся в оппозиции к Бёберу о согласии министра полиции Вязмитинова о разделении русского масонства на два независимых послушания.
30 августа 1815 года Эллизен из четырёх немецких лож: «Петра к истине», «Палестины», «Изиды» и «Нептуна к надежде» учреждает новое масонское послушание — Великую ложу «Астрея». Сам же Эллизен уклонился от руководящей роли в ней.
Великим мастером был избран Василий Валентинович Мусин-Пушкин-Брюс. Вскоре к Великой ложе «Астрея» присоединились ещё три ложи: «Александра к коронованному пеликану», «Елизаветы к добродетели» и «Соединенных друзей». Одновременно с этим в том же 1815 году из ложи «Петра к истине» выделилась русскоязычная ложа «Избранного Михаила». Мастером стула в ней стал известный медальер, отставной флотский лейтенант граф Фёдор Петрович Толстой.
«Система» к которой обратился в поисках истинного масонства Эллизен, была так называемая Шрёдерова система, названная так по имени известного в то время реформатора масонства Фридриха-Людвига Шрёдера (1744—1816), актера и писателя, яростно восстававшего против мистики и высоких степеней.
Воспользовавшись тем, что великий мастер Великой ложи «Астрея» В. В. Мусин-Пушкин-Брюс являлся в то же время ещё и великим мастером (с августа 1815 года) и Великой директориальной ложи «Владимир к порядку», масоны Великой ложи «Астрея» попытались с его помощью сразу же устранить своего конкурента; 11 августа 1815 года В. В. Мусин-Пушкин-Брюс предложил закрыть Директориальную ложу «Владимира к порядку».

## Публикации
- «Фармакопея, или описание лекарств для Императорских сухопутных войск» (1797 г.)
- «Об опасности преждевременного погребения мертвых» (1801 г.)